# Mogens Staffeldt
Mogens Staffeldt (4. maj 1915 i Hellerup – 20. juli 1986) var en dansk boghandler og leder af Nordisk Boghandel i Østergade/Kongens Nytorv i København og var som broderen Jørgen Staffeldt medlem af Dansk Samling. Søn af overretssagfører Carl Bernhard Staffeldt (1875-1945). En anden bror var Sven Staffeldt.
Nordisk Boghandel fungerede som illegal central og mødested, og her blev Mogens Staffeldt og hans bror Jørgen arresteret 16. februar 1944. Indtil den 1. oktober samme år sad han arresteret og fængslet i Vestre Fængsel og Horserødlejren, hvorefter han fik lejlighed til at flygte til Sverige. Hans bror omkom derimod i tysk koncentrationslejr.
Holger Danske II opbyggedes på ny af Jens Lillelund, der havde en løs forbindelse til den første Holger Danske-gruppe med forbindelse til Mogens Staffeldt og Dansk Samling.